# Vaudeville (Meurthe-et-Moselle)
Vaudeville település Franciaországban, Meurthe-et-Moselle megyében. Lakosainak száma 159 fő (2022. január 1.). Vaudeville Affracourt, Crantenoy, Haroué, Lebeuville, Leménil-Mitry, Vaudigny és Xirocourt községekkel határos.

## Népesség
A település népessége az elmúlt években az alábbi módon változott:
| Lakosok száma | 182  | 158  | 151  | 188  | 182  | 173  | 157  | 150  | 146  | 159  |
|               | 1968 | 1982 | 1990 | 2006 | 2013 | 2015 | 2017 | 2019 | 2020 | 2022 |